# Ramphia alboirrorata
Ramphia alboirrorata là một loài bướm đêm trong họ Erebidae.